# 松代大橋
松代大橋（まつしろおおはし）は、長野県長野市の千曲川に架かる長野県道35号長野真田線の橋長568 m（メートル）の桁橋。

## 概要
松代大橋の親柱は戦国時代の兜飾りを意匠にした赤御影石のモニュメントが設置されている。
- 形式 - 鋼2径間連続鈑桁橋+鋼3径間連続鈑桁橋3連
- 橋格 - 1等橋 (TL-20)
- 橋長 - 568.000 m
  - 支間割 -  ( 46.450 m + 51.625 m ) + 2× ( 51.625 m + 52.100 m + 51.625 m ) + ( 51.625 m + 52.100 m + 51.550 m )
- 幅員
  - 総幅員 - 23.800 m
  - 有効幅員 - 2×10.750 m
  - 車道 - 2×7.500 m
  - 歩道 - 両側3.500 m
- 総鋼重 - 3344 t
- 床版 - 鉄筋コンクリート
- 施工 - サクラダ、東京鐵骨橋梁[注釈 1]、日本鋼管[注釈 2]、松尾橋梁[注釈 3]、宮地鐵工所[注釈 4]・川崎重工業・東京鐵骨橋梁[注釈 5]JV、川田工業・栗本鐵工所[注釈 6]JV、松尾橋梁[注釈 7]・佐藤鉄工JV、宮地鐵工所[注釈 8]・瀧上工業JV
- 架設工法 - トラッククレーンベント工法

## 歴史
かつては松代藩による寺尾の渡しと呼ばれる渡しがあった。
1892年（明治25年）9月に木橋の橋長109 m、幅員5.4 mの寺尾橋が架かり、1907年（明治40年）8月に橋長109 m、幅員3.6 mの舟橋を経て、1910年（明治43年）に舟橋と木橋になった。
1916年（大正5年）に橋長111 m、幅員3.6 mの仮橋になった。
永久橋が県道長野松代線として長野県により建設され、総工費81277円を費やし、橋名も川中島橋と改められて1935年（昭和10年）12月23日に開通した。
平成期には川中島橋は老朽化しているうえ、幅員が狭小であった。また、上信越自動車道の長野インターチェンジが開通することになり、長野真田線をアクセス道路とすることから、下流側に4車線へと架替ることになった。この際、橋名も松代大橋と改められた。
1992年（平成4年）8月6日に長野ICアクセス道路と松代大橋が2車線で開通し、1994年（平成6年）に4車線化された。
川中島橋
- 形式 - RC単純T桁橋5連+鋼下路ソリッドリブタイドアーチ橋2連+RC単純T桁橋23連
- 橋長 - 493.230 m
- 橋格 - 3等橋
  - 支間割 - 13.235 m + 3×13.560 m + 13.745 m + 2×56.000 m + 13.745 m + 21×13.560 m + 13.295 m
- 幅員
  - 総幅員 - 6.650 m
  - 有効幅員 - 5.500 m
  - 車道 - 5.500 m
  - 歩道 - なし
- 総鋼重 - 273.6 t
- 床版 - 鉄筋コンクリート
- 橋台 - 扶壁式鉄筋コンクリート橋台
- 橋脚 - 楕円形井筒基礎鉄筋コンクリート橋脚
- 施工 - 東京鐵骨橋梁[注釈 9]（鋼上部工）・川中島建設（下部工）